# Culinária da Serra Leoa
A culinária da Serra Leoa se refere aos hábitos alimentares e estilos achados no país.

## Pratos
O prato mais típico da culinária da Serra Leoa é o arroz e passas, que é um molho feito com batatas ou folhas de tapioca machucadas, cozinhadas com óleo de palma e acompanhado de peixe ou vitela. Outros pratos tradicionais são o molho de kimbombó, o guisado de amendoim e a sopa de pimentão.